# Братислав Стајић
Братислав Стајић (Београд 4. фебруар 1964) српски је мајстор реалног аикидоа, црни појас 8. дан.
- Богато професионално искуство у тренерском послу од 19 година и 29 година активног тренирања, резултовало је експерским знањем аикидоа и оригиналности у методологији обуке и вођењу тренинга.
- Широм света је познат по техничкој прецизности и оригиналност извођења техника, комбинованих са изузетно ефикасним ударцима у виталне тачке. Специјалиста је за извођење техника самоодбране од више нападача.
- У досадашњој каријери, водио је и организовао преко 50 међународних и домаћих семинара.

Активно је водио семинаре полицији, специјалној јединици за брзо деловање (СОБР) en:SOBR Русије, 
Вишој школи за унутрашање послове (одељење Интерпола) у Јекатеринбургу-Русија, Специјалним јединицама МЧС Русије en:EMERCOM, а од 1997. год,
 је 5 година обучавао Специјалне јединице Министарства унутрашњих послова Србије.
- Мајстор Братислав Стајић, је један од оснивача Светског центра реалног аикидоа, и заједно са Мајстором и оснивачем стила Љубомиром Врачаревићем 10. дан, годинама је радио на пропагирању и развоју РА, помагао у оснивању и развоју многих клубова не само код нас већ и у свету.
- Представља вештину на највећим манифестацијама борилачких вештина у свету.
- Технички је саветник великог броја клубова и неколико федерација.
- Досадашњим радом је показао изузетно умеће да своје драгоцено знање и искуство несебично пренесе другима.

Обучио је велики број данас високо рангираних мајстора реалног аикидоа у нашој земљи и иностранству, од којих многи воде своје клубове.
- О посебном умећу преношења знања, сведочи изузетно интересовање баш за његове тренинге и велика посећеност тренинга
 од стране *носиоца највиших појасева.
- Аикидо је почео да тренира 06.02. давне 1979. године, док је ова вештина ког нас још била млада, а за црни појас је положио
 после 8 год. тренирања. Убрзо је постао асистент Мајстора Љубе Врачаревића, да би касније постао његов Мајстор.

Усавршавао се тренинзима и семинарима Љубе Врачаревића, на семинарима код великог мајстора Кенџи Шимицу-а
 (који први пут у Београд долази 1989. године а затим на још 4 његових семинара које у наредних 8 година
 овај велики мајстор одржава у Београду).
- 1989. године одлази у Русију одлази као део тима који тамо ОСНИВА реални аикидо (на семинару у Јекатеринбургу-Русија, у тадашњем Совјетском Савезу).
- 1993. године одлази у Јапан са Мајстором Љубом Врачаревићем Соке 10 дан, и наставља да се усавршава у чувеном en:Yoshinkan-у,
 у школи великог мајстора en:Gozo Shioda, 10. дан.
- 1996. године одлази у Екатеринбург-Русија на 6 месеци и тамо води тренинге у два клуба, који су касније изнедрили много клубова широм Русије.
- 2000. године са својим ученицима и асистентима Милорад Вујовић 5. Дан и Драган Станковић 4. Дан оснива БОРИЛАЧКИ КЛУБ "ДИНАМИЧНА СФЕРА" у циљу континуираног развоја специфичности и примењивости напредних техника овог стила.
- 2003. године одлази у Москву и тамо остаје 3 месеца. Тамо је представио свој реални аикидо, успео да се истакне
 у врло оштрој конкренцији и отвори и олакша пут својим колегама у Русији.
- 2003. године је у Кући Славних за борилачке вештине САД, у Даласу, у држави Тексас,
 добија признање Најбољи инструктор борилачких вештина на свету.
- 2004. године има запажен наступ као део тима реалног аикидоа у Паризу, у хали Берси, на највећем фестивалу
 борилачких вештина на свету.
- 2005. године је у Кући Славних за борилачке вештине САД, у Чикагу, у држави Илиноис,
 потврђује звање Црни појас 8. Дан за Реални аикидо, пред Интернационалним Саветом Мајстора борилачких вештина. 
Истом приликом му се додељује и признање Амбасадор Добре Воље.
- 2006. године је у Кући Славних за борилачке вештине САД, у Сент Луису, у држави Мисури.
- 2008. Напушта Реални Аикидо.
- 2009. Оснива Српски Аикидо Савез и Интернационалну Аикидо Академију.[2]